# День національної єдності (Білорусь)
День народної єдності — державне свято Республіки Білорусь, що відзначається щорічно 17 вересня. Було введено 7 червня 2021 року на честь возз'єднання Західної Білорусі з БРСР, що почалося 17 вересня 1939 року з вторгнення СРСР до Польщі (тодішньої Польської Республіки).
Створене за зразком Дня народної єдності в Росії, як реакція на протести проти фальсифікації президентських виборів 2020 року і подальше оголошення режимом Олександра Лукашенко 2021 року «Роком народної єдності».

## Святкування в 2021 році
17 вересня 2021 року залишилося робочим днем. Його святкування прийняло форму заходів, організованих державними структурами та провладними громадськими об'єднаннями. Серед іншого воно включило в себе проведення флешмобів з державною символікою, включаючи кулінарне в Бобруйську, автопробігів, концертів у великих містах, головний концерт відбувся на Мінськ-Арені. На честь нового свята в Бресті була встановлена меморіальна дошка червоноармійцям, загиблим в 1939 році в Західній Білорусі, пам'ятник Васильку в Могильові, новий пам'ятник на території колишнього концтабору в Березі, у Барановичах було відкрито Музей народної єдності.

## Критика
Історик Олександр Пашкевич зазначає, що приєднання Західної Білорусі до БРСР призвело до масових сталінських репресій у цій частині Білорусі, тому дата не може відзначатися як свято. Також однією з причин вибору дату Пашкевич називає конфлікт між Польщею і режимом Лукашенка, який триває після президентських виборів 2020 року, а також бажання сподобатися Росія.
Глава Міністерство закордонних справ Литви Ґабріелюс Ландсберґіс критично висловився про рішення Лукашенка: «17 вересня-одна з найболючіших дат в історії Польщі. Рішення Мінська про призначення 17 вересня „Днем народної єдності“ показує, що нинішній уряд Білорусі має цинічне і спотворене ставлення до історичної пам'яті й ігнорує злочини, скоєні двома найжорстокішими тоталітарними режимами ХХ століття». Міністерство закордонних справ Польщі назвало незрозумілим базування білоруської політики «на спадщині Пакту Гітлера і Сталіна» (див. Пакт Молотова — Ріббентропа), також у заяві йдеться, що підстава свята «Це жест, який є частиною дій Росії, спрямованих на переосмислення надзвичайно складної історії нашого регіону, що серйозно завадить Білорусі в діалозі і взаєморозумінні з сусідніми країнами, а також з країнами всієї Європи». Інститут національної пам'яті Польщі назвав свято «Днем єдності двох тоталітаризмів».

## Дивись також
- Вулиця 17 вересня
- День Соборності